# Gerhard von Ense
Gerhard von Ense (* im 15. Jahrhundert; † 21. August 1531) war Domherr in Münster.

## Leben
Gerhard von Ense entstammte dem niederrheinisch-westfälischen Adelsgeschlecht Ense. Er war der Sohn des Adrian von Ense († 1526, Drost zu Anröchte) und dessen Gemahlin Katharina von Berninghausen. Lange Zeit stellten Familienmitglieder von Ense die Hausvögte der Burg Stromberg.
Am 6. Juni 1516 wird Gerhard als Domherr in Münster erwähnt. Er blieb bis zu seinem Tode im Amt.